# Линденкројц
Линденкројц (њем. Lindenkreuz) општина је у њемачкој савезној држави Тирингија. Једно је од 61 општинског средишта округа Грајц. Према процјени из 2010. у општини је живјело 481 становника. Посједује регионалну шифру (AGS) 16076044.

## Географски и демографски подаци
Линденкројц се налази у савезној држави Тирингија у округу Грајц. Општина се налази на надморској висини од 300 метара. Површина општине износи 9,0 km². У самом мјесту је, према процјени из 2010. године, живјело 481 становника. Просјечна густина становништва износи 54 становника/km².